# Julio Andrés Pardo
Julio Andrés Pardo Pereira (La Coruña, España, 12 de marzo de 1952) es un exfutbolista español que se desempeñaba como defensa.

## Clubes
| Club                         | País   | Año       |
| ---------------------------- | ------ | --------- |
| Racing Club de Ferrol        | España | 1972-1973 |
| R. C. Deportivo de La Coruña | España | 1973-1980 |